# Astropecten acanthifer
Astropecten acanthifer är en sjöstjärneart som beskrevs av Percy Sladen 1883. Astropecten acanthifer ingår i släktet Astropecten och familjen kamsjöstjärnor.
Artens utbredningsområde är Moçambique. Inga underarter finns listade i Catalogue of Life.